# GD Power Development Company
GD Power Development Company (SSE: 600795) eller Guodian Power Development Company er en kinesisk virksomhed, der er engageret i udvikling, opførelse, produktion og drift af kraftværker. Produktionen er bl.a. baseret på kulkraft, kernekraft og vindkraft. Virksomheden er et datterselskab til det statsejede China Guodian Corporation. Hovedsædet ligger i Beijing. Virksomheden er etableret i 1992 og blev i 1997 børsnoteret på Shanghai Stock Exchange.